# Gärde Bjärme
Gärde Bjärme este o arie protejată (arie specială de conservare — SAC, sit de importanță comunitară — SCI) din Suedia întinsă pe o suprafață de 1,9 ha, integral pe uscat.

## Localizare
Centrul sitului Gärde Bjärme este situat la coordonatele 63°00′47″N 14°37′25″E / 63.0131°N 14.6236°E.

## Înființare
Situl Gärde Bjärme a fost declarat sit de importanță comunitară în ianuarie 2002 pentru a proteja 1 specie de animale. Situl a fost protejat și ca arie specială de conservare în martie 2011.

## Biodiversitate
Situată în ecoregiunea boreală, aria protejată conține 2 habitate naturale: Pajiști uscate seminaturale și facies de acoperire cu tufișuri pe substraturi calcaroase (Festuco-Brometalia) (* situri importante pentru orhidee), Pajiști fino-scandinave uscate până la mezice, bogate în specii de altitudine mică.
La baza desemnării sitului se află o specie protejată de  nevertebrate: Lycaena helle.